# 末永節
末永 節（すえなが みさお、明治2年11月12日（1869年12月14日） - 1960年（昭和35年）8月18日）は、日本の政治運動家・大陸浪人・武道家。
玄洋社社員、肇国会（ちょうこくかい）会長、全日本少林拳武徳会初代宗家。号は狼嘯月（ろうしょうげつ）、晩年は無庵。

## 経歴

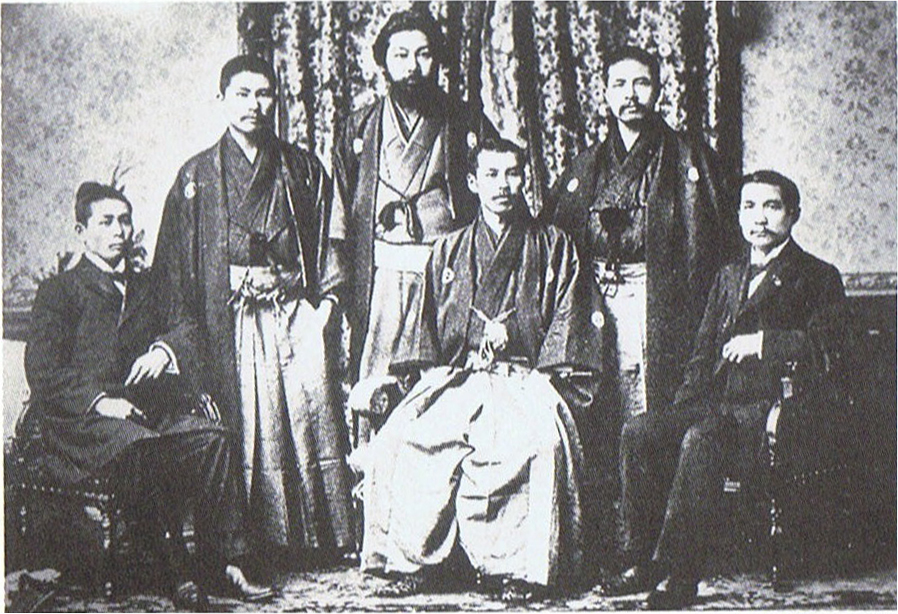
中国同盟会、前列左端が末永節

旧福岡藩士で、国学者・歌人でもあった末永茂世（しげつぐ）の二男として福岡県筑紫郡住吉町（現・福岡市）に生まれる。ジャーナリストの末永純一郎は兄。少年時代に正木昌陽に就て漢籍を学ぶ。修猷館中学に進むが中退し、福本日南の従弟浜鉄麿に師事して剣道を学んだ。その後ピョートル大帝・ガリバルディなどの伝記に感化され、海外雄飛を志して船員となる。1894年（明治27年）、渡航先のロシアで革命運動を知ったことからロシア事情に関心を持ち、友人の内田良平の叔父・平岡浩太郎が経営していた『九州日報』の記者に転じる。さらに『日本』の通信員も兼務し、海軍に従軍して日清戦争などの取材に健筆を振るった。
1895年（明治28年）、知人の的野半介の紹介で、宮崎寅蔵（滔天）と知り合い意気投合する。宮崎が進めていたシャムへの移民運動に共鳴し、宮崎らとともにサラデーンでの開拓事業に従事したが、病を得て翌年帰国した。先に帰国していた宮崎は、東京で頭山満・平山周・犬養毅、そして亡命中の孫文と、中国革命について謀議をしており、やがて末永も宮崎の紹介で孫を知り、以後その革命運動に人的・物的両面において協力することとなる。また、1897年（明治30年）に井上雅二らと、当時日本に亡命していた康有為・梁啓超らの改革支援を主目標に掲げた「東亜会」（のちの東亜同文会の母体の一つ）を結成した。
1901年（明治34年）玄洋社に入り、同年の黒龍会の結成にも参加する。1904年（明治37年）、黄興・張継が日本に亡命すると、宮崎を介して彼らと親交を結ぶ。さらに宮崎とともに孫文を彼らに紹介して革命運動の合同を働きかけ、自らは孫らが刊行した機関紙『民報』の印刷人となる。1907年（明治40年）、奉天で宋教仁・呉昆らと挙兵したが失敗。1911年（明治44年）、大連滞在中に武昌革命の報に接し、黄興らと合流して戦闘に参加した。中華民国政府が樹立すると、胡瑛らとともに南北政権分立を唱え袁世凱を支持した。
1917年（大正6年）に中国処理案を発表し、「支那国土保全」の実行を主張する。さらに1922年（大正11年）には、混迷するアジアの救済を唱え、満蒙・シベリア地域に一大自由国「高麗国」の建設を企図した右翼団体「肇国会」を結成する。同会は頭山満・内田良平・犬養毅らの支持を受けた他、大本教とも接近し、出口王仁三郎の入蒙に尽力した。
頭山と同様、日華事変には批判的だったとされ、1939年（昭和14年）の対重慶（蔣介石政権）和平工作を頭山・古島一雄らとともに支持した。また、蔣を列国が認めた中国の主権者と見なし、傀儡政権の南京国民政府は国際的支持を得られないと、日本政府を痛烈に批判した。
「天下の浪人」を自認し、生涯公職に就くことはなかったが、上記の経緯から中国の要人とは幅広い交遊を持ち、1956年（昭和31年）の米寿の際には、中国国民党・共産党両政権から祝辞が届いたと言う。また、武道家としての顔も持ち（別項参照）、篆刻・書・漢詩・和歌もよくした。
1961年（昭和36年）8月18日死去。

## 全日本少林拳武徳会
末永は清朝末期の革命運動に従事する傍ら、孫文直系の武人とも交流し、中国古来の武術も広く見聞・研究した。1912年に中華民国政府の武術の統率者であった褚民誼（のち南京国民政府外交部長・駐日大使）から武術家としての実力を認められ、嵩山少林寺に伝わる「名棍源流、小夜叉、 大夜叉、陰手、破棍第一路譜、破棍第二路譜、破棍第三路譜、破棍第四路譜、破棍第五路譜、破棍第六路譜、 破棍又二路譜、破棍又四路譜、破棍又六路譜、 五十五勢図」及び五台山清涼寺に伝わる「魯智深秘書、酔拳、開山拳、瘋魔杖」の拳杖を贈られた。末永は中国で修めたこれら少林拳棍の武術に、既に修得していた武田流合気術及び神道夢想流杖術を加味・再編成し、「少林拳法」と命名して初代宗家となった。末永の没後の1970年（昭和45年）に、「全日本少林拳武徳会」に名を改められ、現在に至っている。

## エピソード
- 1898年（明治31年）に「東亜会」と「同文会」が「東亜同文会」に合同された時、記念式典に来賓として招かれた榎本武揚に挨拶した際、榎本の西洋被れぶりに深く失望し、「三十年前会武揚、三十年後今無用」と歌って榎本を怒らせたという[7]。

## 親族
- 父 末永茂世 旧福岡藩士、国学者、歌人、筥崎宮宮司
- 兄 末永純一郎 ジャーナリスト、『日本』記者・『遼東新報』社長
- 曾孫 末永遥 女優[17]